# 世話人
世話人（日语：／ Sewanin */?），是日本相撲部屋內負責搬運、保管管理相撲競技用具的人士，和行司、呼出一樣，每個部屋也有所屬的世話人。他們是日本相撲協會的基層職員。
他們通常是雖引退但不願離開相撲界的原十兩和幕下力士出任，也有因年寄名跡（105人）滿額而無法出任親方的幕內力士出任。
最初名額只有8人，後增至13人。
在日語中，「世話」的意思為「照顧」。